# Thymus capitellatus
Thymus capitellatus é uma espécie de plantas com flor da família Lamiaceae. O seu nome-comum é tomilho-do-mato.
Trata-se de uma arbusto de pequenas dimensões, caméfito, endémica de Portugal Continental.

## Distribuição
Ocorre no Sul do país, nomeadamente nas bacias sedimentares do rio Tejo e do rio Sado, ocorrendo também junto à costa, em áreas dunares do litoral alentejano até à zona de Sines. Uma parte substancial das zonas onde ocorre está incluída na Rede Natura 2000. Segundo a IUCN a extensão da ocorrência é de 6204 km² e a área de ocupação é de 3500 km².

## Habitat e ecologia
Ocorre em matagais, terrenos incultos, em charnecas, em matos xerofílicos, no subcoberto de pinhais e também clareiras abertas de eucalptais. A floração dá-se de Maio a Julho.
Tem preferência por solos ácidos, principalmente do tipo dunar e paleodunar. As espécies Halimium calycinum e Lavandula pendunculata podem ocorrer em simultâneo com o tomilho-do-mato. A sua abundância local poderá ser elevada. Ocorre na associação Thymo capitellati-Stauracanthetum genistoidis.
Os habitats naturais onde ocorre são:
- 2150 - Dunas fixas descalcificadas atlânticas (Calluno - Ulicetea)
- 2230 - Dunas com prados da Malcolmietalia
- 2250 - Dunas litorais com Juniperus spp.
- 2260 - Dunas com vegetação esclerófila da Cisto - Lavenduletalia
- 2270 - Dunas com florestas de Pinus pinea e/ou Pinus pinaster
- 6310 - Montados de Quercus spp. de folha perene

## Protecção
A espécie encontra-se protegida pela seguinte legislação:
- Anexo IV da Directiva Habitats
- Decreto-Lei nº.49/2005 de 24 de Fevereiro de 2005 (Anexos B-II e B-IV)

As principais ameaças a que está sujeita são a expansão urbana, expansão de áreas de acácias nos locais onde ocorre, incorrecta gestão de pinhais, a agricultura e estruturas de lazer e desportivas, não se sabendo no entanto, como os factores de ameaça afectam a espécie.
Segundo a Lista Vermelha da IUCN, esta espécie tem estatuto de conservação de Quase ameaçada. A actual situação de evolução do tamanho da sua população é desconhecido (2011).

## Taxonomia
Segundo a Flora iberica, esta espécie possui os seguintes taxa subordinados:
- Thymus capitellatus var capitellatus
- Thymus capitellatus subsp. anomalus

A espécie foi descrita por Hoffmanns. & Link e publicada em Fl. Portug. 1: 125, pl. 12, no ano de 1809.

## Genética
O número de cromossomas desta espécie é n=15